# Rorcha
Pour les articles homonymes, voir Magnier.
Jérôme Magnier, dit « Rorcha », né le 31 mai 1976, à Paris, est un peintre et écrivain français.

## Biographie
Le nom Rorcha est une « référence à peine voilée au psychiatre suisse Hermann Rorschach dont les théories sur le hasard exercent une fascination sur l'artiste ». « Il laisse une imagination onirique courir dans un flou végétal. La nature est prépondérante, transfigurée, jusque dans ses titres. Une figuration ambiguë, se prêtant à plusieurs lectures ».
Il est diplômé de l’École nationale supérieure du paysage de Versailles en 2000 (on lui doit l'idée originale du Jardin Marie-Thérèse-Auffray, lieu d'observation des sakura au printemps à Paris), avant de s'orienter vers la peinture et l’écriture.
En 2001, la galerie Selmersheim présente sa première exposition personnelle à Paris, une série réalisée à partir de "taches d'encre projetées sur du papier ou des affiches de métro. Il y découvre alors des compositions "chaotiques", qu'il interprète."
En 2004 Rorcha séjourne six mois à New York où il peint la série Manhattan transfer, exposée la même année à la Travel Gallery, de Greenwich Village.
En 2007, le musée Paul-Delouvrier intègre la peinture Vol de nuit dans sa collection permanente, et, en 2012, l'une de ses encres sur papier — La naissance des formes — entre dans le fonds du musée Zadkine.
En 2017, il publie un premier roman d'inspiration autobiographique Le Saut oblique de la truite, sous le nom de Jérôme Magnier-Moreno. Il y raconte sous la forme d'« une succession de petits tableaux colorés » une « virée en Corse pour une partie de pêche à la truite qui ne tourne pas comme prévu ». Ce récit connaît un succès critique,, et fait écrire à Jérôme Dupuis dans L'Express « à voyage raté, livre réussi. ».
En 2021, le catalogue Lacs d’Ecosse présente ses peintures réalisées après de nombreux séjours de pêche à la mouche dans les Highlands. « Ses acryliques sur bois donnent une impression volcanique dans laquelle la couleur bleue des lacs semble surréelle.» « Entre calme lisse et flamboyante intensité, les lochs que Rorcha donne à voir, souvent n’en sont plus vraiment. À la limite de l’abstraction lyrique, ils évoquent des miroirs de l’âme. » Des peintures que François Cheng qualifie d'« apparentes polyphonies chromatiques en aplats » .

## Sélection d'œuvres picturales
- Narcisse dans la crypte, 2001, technique mixte sur affiche de métro, 52 x 43 cm, collection Gilles Clément, Paris
- L'échelle de Riche Terre, 2002, acrylique sur toile, 60 x 73 cm, collection permanente de l'hôpital Robert-Debré, Paris
- Central Park, 2004, acrylique sur papier cartonné et collages, 28 x 53 cm, collection particulière, New York
- Vol de nuit, 2005, acrylique sur toile, 65 x 54 cm, collection permanente musée Paul-Delouvrier (Évry)
- La grande rivière au cœur double, 2005, acrylique sur toile, 90 x 90 cm, collection particulière, Anvers
- La naissance des formes, 2012, encre sur papier vergé, 21 x 21 cm, fonds du musée Zadkine, Paris
- Le hiéroglyphe, 2012, acrylique sur toile, 54 x 65 cm, collection particulière, Paris[23]
- Le cycle de la vie, 2014, acrylique sur bois, 60 x 92 cm, collection particulière, Luxembourg
- Ciel structuré, 2015, acrylique sur bois, 33 x 46 cm, collection Pierre Lemaitre, Paris
- Disque bleu, 2018, acrylique sur bois, 33 x 46 cm, collection particulière, Lausanne
- La vallée des lacs, 2022, acrylique sur bois, 60 x 92 cm, collection particulière, Edimbourg
- Jardin Marie-Thérèse-Auffray, dans le 14e arrondissement de Paris

## Œuvre écrite
- 2017 : Le Saut oblique de la truite, roman, éditions Phébus  (ISBN 978-2-7529-1096-7)
- 2023 : Ulysse de banlieue, recueil de poésie, éditions Voix d'encre (ISBN 978-2-35128-211-3)
- 2024 : Highlands [24], roman, Éditions Gallimard  (ISBN 978-2-07305-522-4)

## Principales expositions

### Expositions individuelles
- 2001 : Aurore chagrine, Galerie Selmersheim, Paris
- 2001 : Rorcha, École nationale supérieure de techniques avancées, Paris
- 2002 : Rorcha, peintures récentes, Comité international de la Croix-Rouge, Genève
- 2002 : L’oiseau, le maître et le mouton, Galerie Selmersheim, Paris
- 2002 : Franchir le Rubicon, Espace Beaujon, Paris
- 2003 : Paysages du pôle, Auditorium Saint-Germain-des-Prés, Paris
- 2003 : Les femmes préfèrent la campagne, Galerie Selmersheim, Paris
- 2004 : Manhattan transfer, Travel Gallery, New York
- 2006 : L'horizon intérieur[25], Galerie Selmersheim, Paris
- 2007 : Le mur qu’il faut peindre (en mémoire d’Olivier Girard), Galerie Selmersheim, Paris
- 2008 : Tremblement de terre, Cité Internationale Universitaire, Paris
- 2009 : Là où sont les couleurs, Galerie Selmersheim, Paris
- 2011 : Notre-Dame-des-Champs, Galerie Selmersheim, Paris
- 2013 : Bâtir la couleur (en mémoire de Roland), Galerie Selmersheim, Paris
- 2016 : Le Saut oblique de la truite, Galerie Selmersheim, Paris
- 2018 : Hautes Terres, Galerie du Vert Galant, Paris
- 2021 : Apparition du lac, Galerie du Vert Galant, Paris

### Expositions collectives
- 2001 : Couleurs de Cuba-France, Galerie Actéart, Paris
- 2001 : Vente aux enchères d’art contemporain, Hôtel Scipion, Artcurial, Paris[26]
- 2002 : Souvenirs d’été, Mairie du 3e arrondissement de Paris
- 2003 : Salon ARTNÎM (représenté par la Galerie Selmersheim), Nîmes
- 2004 : Tiles for America, New York
- 2005 : Peintres de la Galerie Selmersheim, Paris
- 2007 : Salon de Mai, Paris[27]
- 2008 : Salon de Mai, Paris[28]
- 2009 : Né dans la rue – Graffiti, Fondation Cartier pour l’art contemporain, Paris
- 2011 : Nuit européenne des musées, musée Paul-Delouvrier (Évry)
- 2013 : Correspondances : Rorcha face à la collection d’art contemporain d’Alain Selmersheim (Ronan Barrot, Olivier Masmonteil, Françoise Pétrovitch…), Galerie Selmersheim, Paris[29]

### Collections publiques
- Collection permanente et fonds du musée Paul-Delouvrier, Évry
- Fonds du musée Zadkine, Paris
- Collection permanente de l'hôpital Robert-Debré, Paris
- École maternelle Maurice Ripoche, Paris